# 白鬚神社古墳
白鬚神社古墳（しらひげじんじゃこふん、白髭神社古墳）は、福井県小浜市平野にある古墳。形状は前方後円墳。上中古墳群を構成する古墳の1つ。小浜市指定史跡に指定されている（指定名称は「白鬚神社前方後円墳」）。

## 概要
福井県南西部、若狭地方の北川左岸の山麓に築造された古墳である。後円部墳頂には白鬚神社が鎮座する。これまでに1995-1996年（平成7-8年）に若狭歴史民俗資料館（現在の福井県立若狭歴史博物館）による範囲確認調査が実施されている。
墳形は前方後円形で、前方部を西方向に向ける。墳丘は2段築成。墳丘外表で葺石は認められていない。墳丘周囲には盾形周濠が巡らされる。埋葬施設は明らかでない。出土品としては、円筒埴輪片のほか、脚付四連壺・装飾付脚付子持壺・甕・坏が検出されている。築造時期は古墳時代後期の6世紀前半（または6世紀初頭）頃と推定される。
古墳域は1975年（昭和50年）に小浜市指定史跡に指定されている（指定名称は「白鬚神社前方後円墳」）。なお、周辺では上船塚古墳・下船塚古墳などから構成される日笠古墳群（船塚古墳群）が知られ、本古墳もそれらと一体的に捉える説がある。

## 墳丘
墳丘の規模は次の通り。
- 墳丘長：58メートル
- 後円部
  - 直径：約38メートル
  - 高さ：約6メートル
- 前方部
  - 幅：約42メートル
  - 高さ：約4メートル

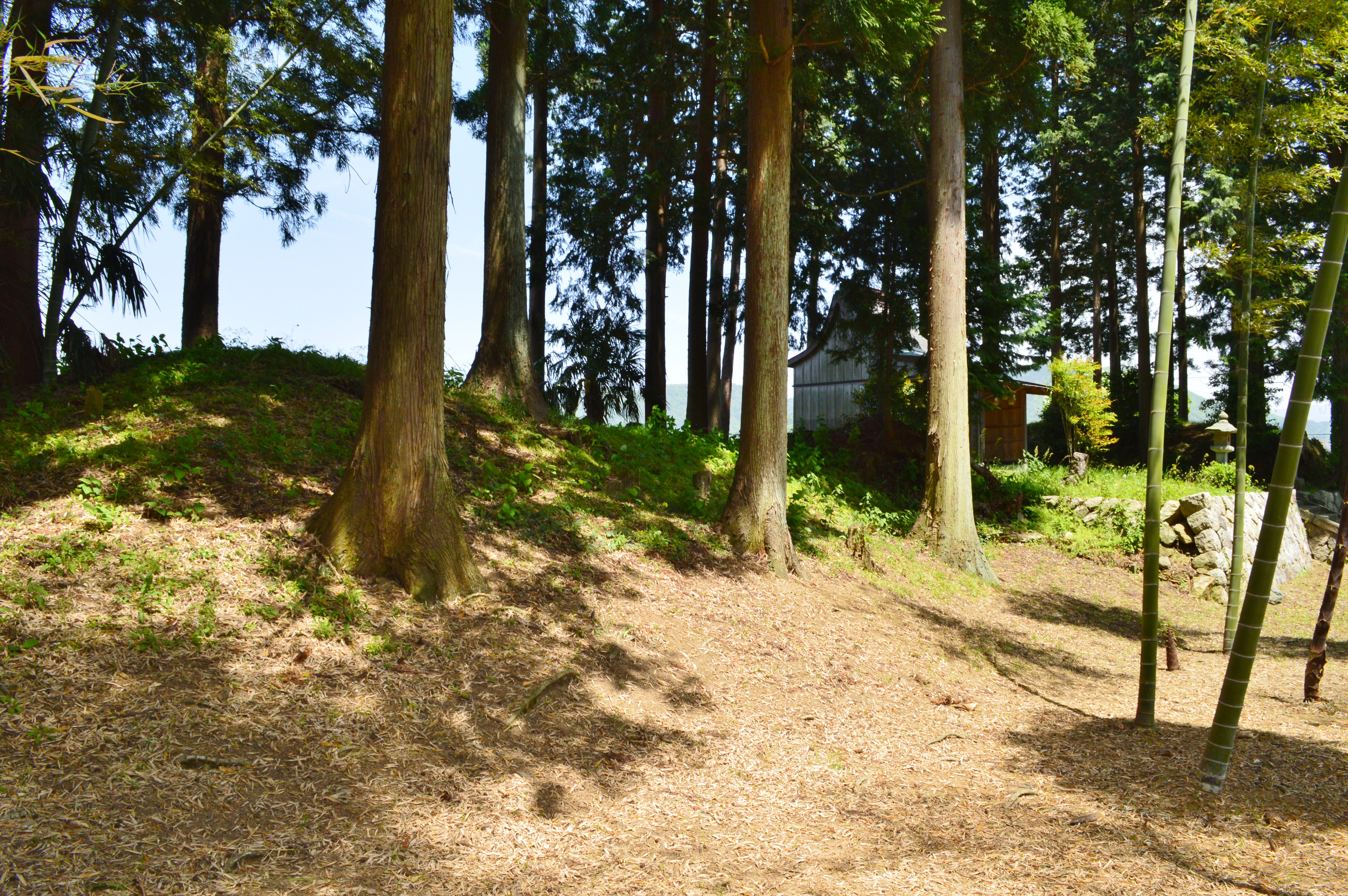
前方部側から望む墳丘 左に前方部、右奥に後円部。
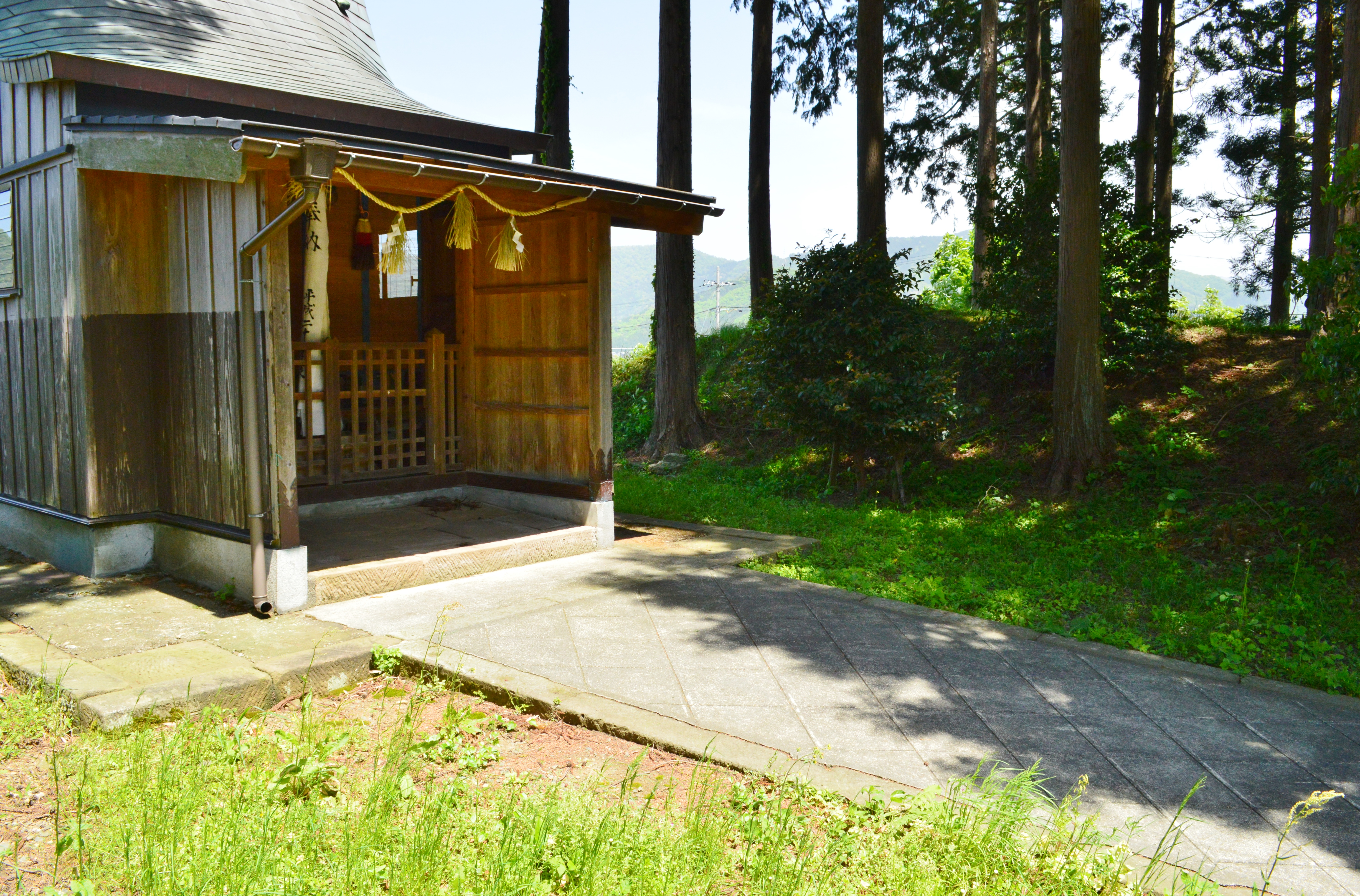
後円部墳頂 左は白鬚神社社殿。
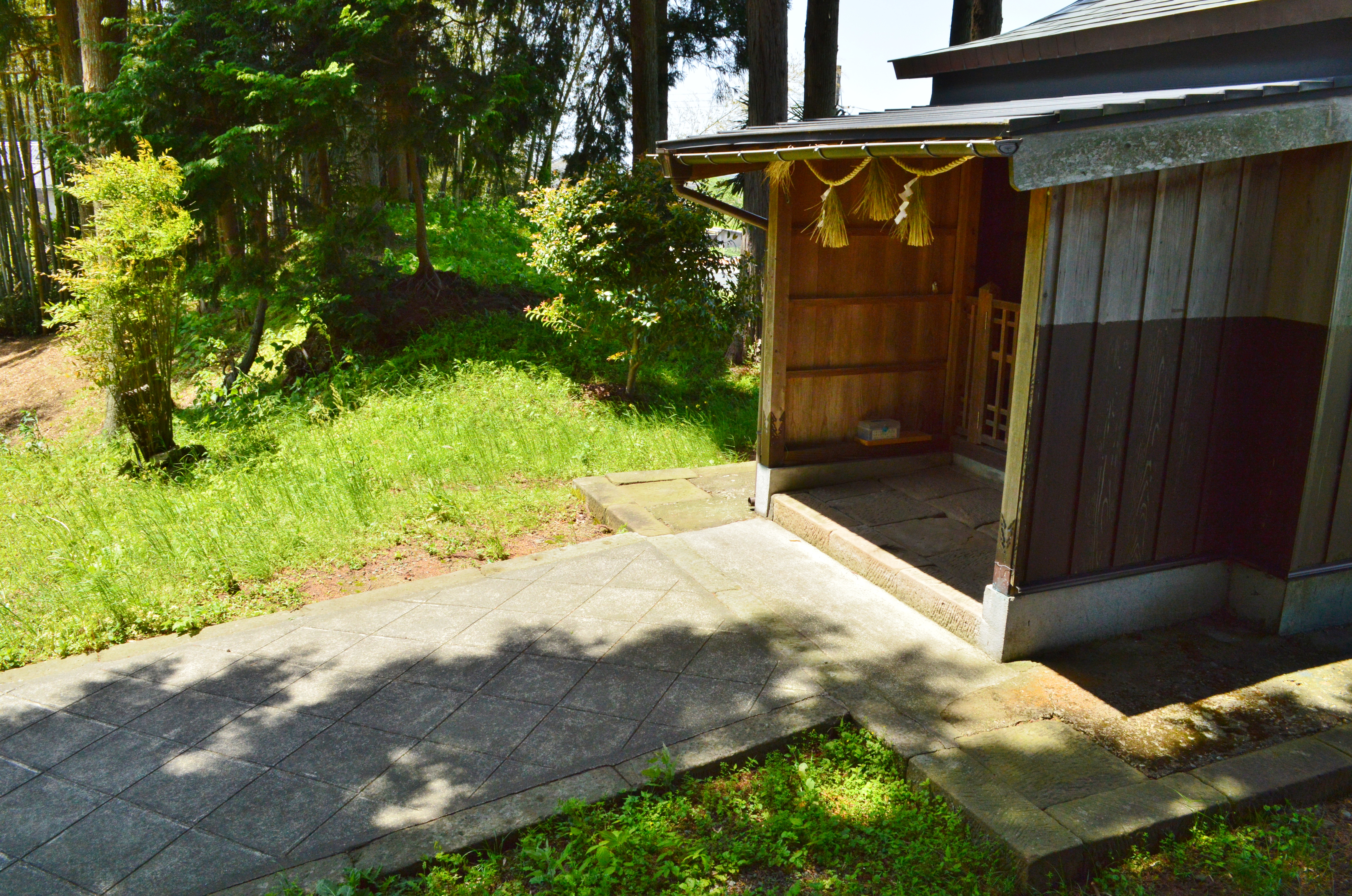
前方部（後円部から望む）

## 文化財

### 小浜市指定文化財
- 史跡
  - 白鬚神社前方後円墳 - 1975年（昭和50年）1月28日指定[3]。

## 関連施設
- 若狭町歴史文化館（若狭町市場） - 白鬚神社古墳の出土品を保管・展示。